# Ježkovice
Ježkovice település Csehországban, Vyškovi járásban. Ježkovice Račice-Pístovice, Drnovice, Ruprechtov, Vyškov és Podomí településekkel határos. Lakosainak száma 381 fő (2024. január 1.).

## Népesség
A település lakosságának változását az alábbi diagram mutatja:
| Lakosok száma | 638  | 725  | 685  | 550  | 484  | 382  | 384  | 383  | 381  | 381  |
|               | 1869 | 1890 | 1921 | 1950 | 1980 | 2001 | 2017 | 2019 | 2022 | 2024 |